# عبدالله زعبی
عبدالله زعبی (عربی: عبدالله فايز الزعبي؛ زادهٔ ۸ اکتبر ۱۹۸۹) بازیکن فوتبال اهل اردن است.
از باشگاه‌هایی که در آن بازی کرده‌است می‌توان به باشگاه ورزشی الرمثا اشاره کرد.
وی همچنین در تیم‌های ملی فوتبال زیر ۲۳ سال اردن و اردن بازی کرده‌است.